# Personnages de Mega Man
Les personnages de Mega Man sont les protagonistes principaux de la série originale Mega Man commencée en 1987 et de toutes les séries dérivées de celle-ci, notamment Mega Man X, Mega Man Legends, Mega Man Battle Network, Mega Man Zero, et Mega Man Star Force.

## Mega Man

### Mega Man
Mega Man, ou Rockman (ロックマン Rokkuman) au Japon, est un personnage de jeu vidéo créé en 1987 et protagoniste de la série éponyme. Aujourd'hui mascotte de Capcom, il apparaît sous diverses formes dans tous les jeux de la vaste franchise.

### DrWily
Dr Wily Doctor Wily (Dr.ワイリー, Dokutā Wairi), nom complet Albert W. Wily , est un personnage de jeu vidéo et l'antagoniste principal de la série originale Mega Man. Il est apparu dans le premier jeu vidéo Mega Man et plus tard dans les publicités ou dans les autres médias liés à la série,,,,,,.

### Robot Masters
Un Robot Master est un ennemi et boss dans la série de jeux vidéo originale Mega Man. C'est un type particulier de robot ou androïde qui possède un niveau d'intelligence artificielle très avancé. La série comporte un grand nombre de ces robots sur des thèmes variés. Ils ont été créés conjointement par le Dr Light et le Dr Wily. Ils portent tous un nom et un nom de code DLN ou DWN (pour Doctor Light Number et Doctor Wily Number suivit d'un nombre à trois chiffres (à l'exception de l'unité Genesis à deux chiffres),,,,.

### Proto Man
Proto Man, ou Blues au Japon, est un personnage récurrent de la série de jeux vidéo Mega Man. Il est le tout premier Robot Master (Maître Robot) créé par le Docteur Light, tout comme Mega Man et Roll, qu'il considère donc comme étant respectivement son frère et sa sœur,,,,,,,.

## Mega ManX

### Chasseurs deMaverick
Les Chasseurs de Maverick (Maverick Hunters en anglais) sont des Réploïdes faisant partie d'une unité spéciale créée par un comité, destinée à contrecarrer la menace grandissante des Mavericks.

### X
Protagoniste de la série. Il est en réalité le Mega Man de la première série. Le Dr Light, sentant qu'il allait mourir, décida de faire un cadeau à Mega Man. Il améliora ainsi considérablement ses armes et lui donna l'intelligence et la conscience d'un humain. Seulement, un robot si intelligent et puissant que ce nouveau Mega Man pouvait, s'il le désirait, assouvir le monde à sa merci. Light décida finalement de désactiver Mega Man et de le mettre dans une capsule pour le conserver. Il ne sera redécouvert que 30 ans plus tard. X a servi de base à la conception des Réploïdes. Malgré ses ambitions pacifiques, le réploïde bleu est souvent appelé à prendre les armes pour combattre les Mavericks.
À l'instar de Mega Man, X dispose d'un canon plasma greffé aux bras, le blaster-X, et peut émuler les capacités de ses ennemis.
Son design change complètement dans Mega Man X Command Mission.

### Zero
Zero (ゼロ) est un des trois protagonistes des jeux des séries Mega Man X et Mega Man Zero. Deutéragoniste de la série. Créé originellement par le docteur Wily, il est considéré comme le premier porteur du virus Maverick. Il le transmet accidentellement à Sigma juste avant d'intégrer le groupe des chasseurs de Maverick (où il est placé sous la surveillance de ce dernier). Chasseur de rang SA, il fait partie de la 17e unité d'élite, juste avant le soulèvement mené par Sigma. Après la défection du chef des chasseurs, l'androïde rouge a occupé le poste de commandant en chef des chasseurs de Mavericks pour un temps. Après sa résurrection au cours du deuxième opus de la saga, il devient le partenaire de combat de X. À l'origine armé d'un canon plasma similaire à celui de X (blaster-Z), il utilise désormais une arme appelée sabre-Z.

### Professeur Cain
Archéologue, dignitaire et roboticien. Malgré ses rares apparitions, le professeur Cain demeure un personnage clé de la série. C'est le seul humain qu'on puisse voir de toute la série. Il est celui qui, lors d'une fouille archéologique, a découvert la capsule renfermant X. Il est également l'instigateur de la production en série des Réploïdes et, plus tard, de la fondation de l'organisation des chasseurs de Mavericks. Dans Mega Man X2 et Mega Man X3, il se charge de superviser les opérations des Chasseurs et de soutenir X dans sa mission.
Son nom est mentionné pour la dernière fois dans Mega Man X4, dans lequel il est responsable de la création de la Repliforce.

### Iris
Iris est la sœur Réploïde du Colonel. Alors que son frère est conçu pour le combat, Iris a hérité d'un caractère pacifique et impartial. À l'origine, le Colonel et Iris devaient ne faire qu'un dans le cadre du Perfect Soldier Program (Projet du soldat parfait), visant, comme le nom l'indique, à concevoir le Réploïde de combat idéal, à la fois excellent guerrier et arbitre impartial. Or, il s'est avéré que de telles qualités étaient incompatibles et c'est ainsi que furent créés le Colonel et Iris. Elle apparaît d'abord dans Mega Man Xtreme 2 en tant que navigatrice stagiaire pour le compte des chasseurs de Maverick. Dans Mega Man X4, elle déserte la Repliforce pour aller prêter main-forte à Zero, dans l'espoir d'une résolution rapide au conflit. Lorsque ce dernier tue le Colonel en combat singulier, elle devient folle de rage et cherche à se venger du Chasseur rouge. Mortellement blessé, elle meurt dans les bras de celui qui fut son petit ami. Son ultime apparition, dans Mega Man X5, se fait sous la forme d'une vision de Zero, alors à l'heure de la mort.

### Alia
Alia est navigatrice en chef des chasseurs de Mavericks depuis Mega Man X5. Ex-roboticienne, elle fut jadis la collègue de Gate, l'antagoniste de Mega Man X6. Son design change légèrement dans Mega Man X8, dans lequel elle est coiffée différemment (cheveux longs au lieu de la coupe classique, afin de faire ressortir sa féminité).

### Douglas
Douglas est ingénieur et mécanicien de génie, Douglas compte parmi les nouvelles recrues de l'organisation dans Mega Man X5. Il est chargé du soutien technique et, plus particulièrement, de concevoir les divers modules d'amélioration pour les Chasseurs. Lors de la crise d'Eurasia, Douglas est responsable de la remise en état du canon spatial Enigma et de la navette spatiale. Après une brève apparition dans Mega Man X6, en pleine crise du Nightmare, Douglas disparaît de l'organisation et n'est plus revu du reste de la série.

### Signas
Signas est le commandant des chasseurs de Mavericks à partir de Mega Man X5. Il est entré en poste après la démission du précédent chef de l'organisation, à la suite du fiasco de la Repliforce, dans Mega Man X4. 
Doté d'un puissant processeur cérébral, Signas s'est révélé un leader doué et efficace, capable de faire face aux crises les plus importantes. De secondaire, son rôle passe à celui de quasi-figurant lors des événements de Mega Man X8, pendant lesquels il n'apparaît que pour féliciter les chasseurs de leur travail.

### Axl
Ancien membre du groupement Alerte rouge et tritagoniste de la série, Axl a rejoint les chasseurs Maverick dans l'espoir de se racheter de ses crimes passés. Ne partageant pas les scrupules de X, il n'hésite pas à recourir à des méthodes de choc pour atteindre ses fins. Axl, en tant que prototype de Réploïde nouvelle génération, est capable de prendre l'apparence d'ennemis vaincus et d'utiliser leurs capacités. Sinon, il peut compter sur une paire de pistolets plasma à tir rapide. Ce n'est que dans Mega Man ZX Advent qu'il revient sous-forme de biometal

### Vile
Bras droit de Sigma et ennemi récurrent de la série, Vile est un Maverick qui peut être considéré comme le rival de X. À l'instar du robot bleu et à la différence de la plupart des Mavericks, il est relativement petit et peut piloter des armures de combat (Ride Armors en anglais).
Anciennement chasseur de Mavericks, Vile est temporairement désactivé en raison de son comportement anormalement violent. Après avoir été réactivé par Sigma, il prend part à la révolte des Mavericks qui entraîna les événements de Mega Man X. Il est tué par X en combat singulier, juste après la mort de Zero, qui s'est sacrifié afin de détruire son armure de combat. Dans Mega Man Maverick Hunter X, il est toujours vivant après cette confrontation. Dans une cinématique, revoit une dernière fois Sigma, qui, juste avant sa mort, l'abandonne à son sort. Dans Mega Man X3, il est ressuscité par le professeur Doppler en vue de nuire aux efforts des chasseurs de Mavericks. Assoiffé de vengeance, il cherche à éliminer X, mais est à nouveau battu. Avant de mourir, il jure de hanter son ennemi à jamais. Cependant, dans Mega Man X8, le chasseur renégat ressuscite une seconde fois pour aider Sigma et les Réploïdes nouvelle génération dans la prise de l'ascenseur orbital Jacob. Après avoir été mis en déroute par les forces combinées de X, Axl et Zero, il se suicide en tentant vainement de freiner la progression des chasseurs. Vile fait également une apparition au tout début de Mega Man Xtreme, sous la forme d'un ennemi virtuel. Dans Mega Man Maverick Hunter X, il devient un personnage jouable dans un mode parallèle.

### Sigma
Sigma est un Réploïde créé pour être le meilleur. D'après le professeur Cain, il est l'un des Réploïdes les plus puissants qu'il a créé, et est doté de ses derniers concepts de circuits. Lors de son premier affrontement avec Zero, qui est alors atteint du virus Maverick, il frappe son cristal frontal, ce qui aura pour effet de le contaminer, à son tour. La combinaison du virus et de ses circuits à la pointe de la technologie va former le Virus Sigma, qui lui permet d'implanter son propre virus dans ses victimes, afin de pouvoir les contrôler. Après sa contamination, il décide d'organiser un soulèvement de Réploïdes, afin d'exterminer la race humaine, qui, selon lui, seraient des êtres inférieurs limitant leur croissance. Sigma apparaît en tout 10 fois dans la série, dont 9 fois en tant qu'antagoniste principal. À noter qu'il n'est pas présent dans Mega Man X: Command Mission.

### Lumine
Lumine est l'instigateur du projet JAKOB, l'ascenseur orbital ayant officiellement pour but de relier la Terre à la Lune, la sur-population nécessitant impérativement une expansion coloniale vers l'espace. Il est également à l'origine de la nouvelle génération de Réploïdes, qui possèdent en chacun d'eux une puce de copie comportant l'ADN de Sigma. Enlevé par Vile au début de Mega Man X8, il va pousser les chasseurs à partir à sa recherche. Mais en réalité, il s'avèrera que c'est finalement lui qui se cache derrière les évènements de l'épisode. Pour la première fois dans la saga, le boss de fin n'est pas Sigma, mais bien Lumine. Lorsqu'il se transforme, il prend la forme d'un ange déchu. Il semble avoir des idéaux proches de ceux de Sigma, voulant créer une sorte de paradis pour les Réploïdes (d'où le sous-titre du jeu, Paradise Lost). Avec Gate, il s'agit du deuxième ennemi à ne pas avoir été manipulé par Sigma.

### Colonel
Le colonel est le frère de Iris, bien qu'il suit l'idée du General, ce dernier faisait partie du programme perfect soldier (soldat parfait), il a toujours voulu faire la guerre, alors qu'Iris est pacifique par rapport à son frère. Cette dernière supplie de ne pas tuer son frère à Zero. Le colonel a toujours aimé sa sœur. Iris essaye de combattre Zero car elle a toujours aimé son frère, et est choquée en voyant la disparition de son frère.

### General
Le General est le premier à rencontrer Sigma, ce dernier dit que c'était à cause des Humains que les Mavericks sont apparus, et il propose au General de détruire la Terre, et de construire un grand empire pour les Réploides. Bien qu'il ait une grande importance envers la Répliforce (unité de combat contre les Mavericks), il fera un coup d'état, disant que la repliforce doit être indépendante envers les humains. À la fin du jeu, il se sacrifiera pour détruire l'arme qui va provoquer la destruction de la Terre.

### Dynamo
Réploïde mercenaire aussi arrogant que sans scrupules, dans Mega Man X5, Dynamo aide Sigma à répandre le virus Maverick. Plus tard, il est envoyé pour ralentir les Chasseurs dans leurs opérations. Il apparaît une dernière fois dans Mega Man X6, où il est découvert par X et Zero en train de récolter des Nightmare Souls pour son propre usage.

### Gate
Gate fut le collègue d'Alia, la navigatrice des Mavericks Hunters. Lors d'une exploration sur la Terre, Gate découvrit un objet qui faisait partie de l'ADN de Zero (le premier réploide à avoir le virus Maverick). Alors Gate prit cet objet et il prit la force de Zero, et grâce au virus de Zero, il créa un phénomène presque identique à celle du Sigma Virus, il créa le phénomène du Nightmare.

## Mega Man Battle Network

### Mega Man.EXE
Mega Man.EXE, aussi connu sous le nom de Rockman.EXE (ロックマン.EXE (Rokkuman.EXE)) au Japon, est le principal protagoniste numérique de la série de jeux vidéo, d’anime et de manga Mega Man Battle Network ; un spin-off de la série de jeux vidéo Mega Man éditée par Capcom. Son design est basé sur le Mega Man originel.

### Lan Hikari
Lan Hikari, connu au Japon en tant que Netto Hikari (光 熱斗 (Hikari Netto)) est le protagoniste humain principal de la série de jeux vidéo, d’animés et de manga Mega Man Battle Network. Il est l’opérateur du Navi Mega Man.EXE. Ce que le jeune écolier ignore, c'est que son père, grand chercheur en cybertechnologie, a créé Mega Man à partir de l'âme de Hub Hikari (le frère jumeau de Lan, mort d'une maladie infantile incurable) avec un programme NetNavi qui utilise l'ADN humain pour produire un programme capable de développer une vraie amitié avec son opérateur.

### Mayl Sakurai
Mayl Sakurai / Sakurai Meiru ["Mail"] (桜井メイル) est voisine et la proche amie de Lan. Son NetNavi, Roll, s'inspire du personnage de la série originale, bien qu'elle n'ait ici rien à voir avec Mega Man. Elle est relativement douée pour le combat et peut soigner un Navi allié. Roll existe aussi sous la forme d'une puce de combat, ce qui permet au joueur de l'invoquer pour une attaque.

### Yai Ayano
Yai Ayano / Ayanokōji Yaito (綾小路やいと) et Glyde est la brillante fille d'un riche PDG. Bien que plus petite et plus jeune que la plupart des autres personnages, elle se révèle d'une grande intelligence. Son NetNavi, Glyde, s'inspire d'un personnage du jeu The Misadventures of Tron Bonne.

### Dex Ogreon
Dex Ogreon / Ōyama Dekao (大山デカオ) et Guts Man : Malgré un bon fond, il entretient une réputation de brute à l'école. D'abord rival de Lan, il devient son ami lorsqu'il s'avère que les deux garçons partagent la même passion pour les Net Battles (combats sur Internet). Son NetNavi, Guts Man, est calqué sur le Robot Master de la série Mega Man.

### Eugene Chaud
Eugene Chaud / Ijūin Enzan (伊集院炎山) et Proto Man / Blues : Chaud est un NetBattler (combattant sur Internet) officiel chargé par le gouvernement d'enquêter sur les cybercrimes. Principal rival de Lan, il respecte malgré tout l'opération de Mega Man. Proto Man s'inspire du personnage éponyme de la série classique, malgré un design plus proche de Zero. Proto Man et Chaud préfèrent travailler en solo, convaincus de la supériorité de leur technique de combat.

### DrWily
Le Professeur Albert W. Wily est le Cerveau derrière le WWW. Jadis collègue du professeur Hikari (le grand-père de Lan), il se vit refuser des subventions pour ses recherches en robotique. Il créa WWW afin de prendre sa revanche sur le gouvernement et ses anciens collègues.

### Bass
Bass / Forte est aussi appelé Super Navi. Créé dans le cadre d'un projet secret, il fut considéré comme un échec par ses créateurs, qui cherchèrent à l'éliminer. Ayant survécu malgré tout, il cherche désormais à se venger des humains et de leurs Navis.

### Professeur Yuichiro Hikari
Professeur Yuichiro Hikari / Hikari Yūichiro (光祐一郎) est Père de Lan. Descendant du créateur du PET, il est lui-même chercheur et inventeur en technologie Navi.

## Mega Man Zero

### La Résistance
La résistance est un groupe de reploides qui tentent de résister contre Neo Arcadia tant bien de mal que nombreux meurent, mais change quand Zero intervient pour les aider. 

### Zero
Zero est le héros de la série dérivée Mega Man Zero. Dans cet épisode il a oublié tous les évènements de la série des Mega Man X. Ciel le retrouvera au milieu d'une salle cachée dans un laboratoire abandonné puis lui demandera de l'aide pour vaincre X (ou Master X), une copie conforme de X mais dont le mode de pensée est différent de l'original (en effet son but est d'amener la paix en détruisant les réploïdes). Zero mourra à la fin du quatrième épisode lors d'un affrontement final avec le docteur Weil.

### Ciel
Ciel est la seule humaine de la résistance, elle est également surnommée Docteur Ciel. Elle est le premier personnage que l'on voit dans la série des Mega Man Zero et est à l'origine de la résurrection de Zero, mais également de celle de X. Plusieurs rumeurs prétendent qu'elle serait amoureuse de Zero en raison de son inquiétude constante dès que Zero part en mission.

### Cerveau
Cerveau est le scientifique de la résistance, il s'intéresse beaucoup à Zero. C'est lui qui construit les armes de Zero. 

### Les Gardiens
Les quatre Gardiens sont des Réploïdes créés à partir de l'ADN de X. Parmi eux il y a : Harpuia, Fefnir, Leviathan, et Phantom. On ne les voit plus dans Mega Man Zero 4 après le combat contre Omega et le Dark-Elf (Mega Man Zero 3).
Surnommé « le Sage », Harpuia est le plus puissant des 4 Gardiens. Il utilise la foudre et le vent. D'un caractère froid, résolu et impartial, il est de loin le Réploïde le plus fidèle à X, prêt a tout pour protéger les humains, quitte a s'enfoncer dans la cruauté. Fairy Levaithan utilise l'eau et la glace. Sous ses airs de femme frêle et fragile se cache une combattante redoutable prête à tuer pour un combat digne de ce nom. Elle montre un grand intérêt pour Zero. Fighter Fefnir utilise le feu. C'est un combattant excité qui, rien qu'en voyant Zero, devient prêt à engager directement un combat avec lui. Phantom utilise des techniques Ninja pour se battre. Dans Mega Man Zero il est battu par Zero, puis il revient encore dans Mega Man Zero 3, mais plus dans Mega Man Zero 4.

### MasterX
Copie de X, il est l'actuel leader de Neo Arcadia dans Mega Man Zero et Mega Man Zero 3. Il se targue d’être une copie parfaite, surpassant X lui-même, et d’être le nouveau héros qui sauva la race humaine en leur apportant la paix dont ils ont toujours rêvé et être le seul à avoir pu y parvenir contrairement à X et Zero.

### Dark Elf
Dark Elf est la Mère Elf mais subit une malédiction à cause de Dr Weil. Elle apparaît dans Mega Man Zero 2, libérée par Elpizo. Dans Mega Man Zero 3, à la fin du boss Omega, la malédiction commence à disparaître et puis peu à peu, elle redevient la Mère Elf et sauve Zero de la destruction d'Omega et s'en va dans le ciel.

### Professeur Weil
Dr Weil ou Professeur Weil est un humain dans un corps de reploide. Il apparaît dans Mega Man Zero 3 au début du jeu avec Omega, sa création ultime depuis 100 ans. Il a été exclu de Neo Arcadia et veut conquérir le monde. Il mourra avec Zero à la fin du quatrième épisode en tant que boss final.